# Corporation des mariniers de Loire de Saint-Thibault-sur-Loire
 (janvier 2017).
La Corporation des mariniers de Loire de Saint-Thibault-sur-Loire est une ancienne association de personnes travaillant dans le milieu de la pêche et du transport de marchandises par voies fluviales, ayant existé à Saint-Thibault-sur-Loire de la Renaissance à la fin du XIXe siècle.

## Description
La corporation est constituée d'une centaine d'habitants de Saint-Thibault-sur-Loire exerçant des métiers ayant un rapport avec la navigation fluviale. On parle des « Saint-Thibault ».

### Métiers
On retrouve les voituriers par eau, les pêcheurs, les marchands, les passeurs, etc.

### Habitations
Les familles de mariniers vivent dans de belles demeures sur le quai.

### Faits importants
Le premier sucre raffiné est rapporté en 1828 à Saint-Thibault.

## Sources
- Archives départementales du Cher